# San Cristóbal (Venezuela)
San Cristóbal è un comune del Venezuela, capitale dello Stato di Táchira, nelle Ande venezuelane. Sorge a 860 metri sul livello del mare, nella regione montuosa occidentale del Paese.

## Storia
La città di San Cristóbal fu fondata dallo spagnolo Juan Maldonado Ordóñez y Villaquirán, capitano dell'esercito spagnolo, il 31 marzo 1561 come centro amministrativo in prossimità del confine colombiano, a sud di Maracaibo. Fino all'inizio del Novecento fu una città di modeste dimensioni, ma l'apertura della carretera transandina (1925) diede un forte impulso al proprio sviluppo. Negli ultimi tre decenni San Cristóbal si è trasformata nel centro più popoloso delle Ande venezuelane prendendo il posto di Mérida. È la settima città del paese per popolazione.

## Istruzione
Vi hanno sede tre università del Venezuela.

## Sport
Nel 1977 la città ha ospitato i campionati del mondo di ciclismo su strada.